# Одла
Одла (бел. Одла, пол. Odła) — река в Польше и Белоруссии, протекает по территории Подляского воеводства и Гродненской области, левый приток Свислочи. Длина реки — 18 км, площадь водосборного бассейна — 94 км², средний уклон реки 3,1 ‰.
Исток реки находится в Польше у деревни Зубжица-Мала. Через два километра после истока пересекает границу с Белоруссией. От истока течёт на северо-восток, затем поворачивает на юго-восток. В Белоруссии сначала течёт по Гродненскому району, затем перетекает в Берестовицкий район.
На реке расположены деревни Одельск, Плебановцы, Трохимы, Глебовичи, Сарасеки, Почебуты. Именованных притоков нет. Тремя километрами юго-восточнее Почебут Одла впадает в Свислочь.